# こども陶器博物館
こども陶器博物館（こどもとうきはくぶつかん）は、岐阜県多治見市にある子ども用食器の博物館である。2000年（平成12年）10月に、陶磁器卸商社である株式会社 金正陶器が自社のPRを兼ねて開館した。
岐阜県まちかど美術館・博物館に登録されている。

## 館内

### 地下1階
- 絵付け工房 - 陶磁器の皿やマグカップなどに絵付けが体験できる。食器として利用できる下絵付け、飾りや雑貨として利用できる上絵付けがある。絵付けは筆で描くが、子供でも簡単にできるクレヨンのコースもある。電話での事前予約制[2]。
  - 利用時間：平日10:30~・休日10:15~
  - 所要時間：1時間程度
- 企画展示室 - 年2回、子供だけでなく大人も楽しめる企画展を開催している。以下は開催された主な企画展。
  - ミッフィー展
  - ペネロペ展
  - やなせたかし展
  - 五味太郎展　など
- 絵本作家直筆陶皿展示室 - 五味太郎・やなせたかし・さとうわきこ等、著名な絵本作家直筆の絵皿を常設展示している。
- キッズプレイルーム - 小さなお子様と安心して過ごせるプレイルーム。6才以下のお子様までが利用可。※保護者の付き添いが必要。

### 1階
- キッズステージ - 絵本が多数揃えてあり、ディック・ブルーナや五味太郎の絵本は全冊揃っている。
- 休憩スペース - 飲食可、お弁当持ち込み可の休憩スペース。戸外の自然を楽しみながら、ゆっくりとくつろげる。
- ミュージアムショップ - 各種キャラクターの陶器が販売されている。博物館のオリジナルグッズもある。

### 2階
- 常設展示 - 大正時代から現在までのこども茶碗と資料などを展示している。
- 陶芸作家小林一彦所蔵コレクション常設展示 - 日本全国を小林一彦が歩いて探し集めた、昭和初期から戦後までのこども茶碗1,100種類1,800個の中から資料的に価値の高いこども茶碗を中心に約400点を展示している。
- 陶器の製造過程の紹介 - こども茶碗ができるまでの製造過程を現物とパネルで紹介している。

## 概要
- 休館日：毎週月曜日と火曜日（祝日、企画展示中の春休み、GW、夏休みは開館）
- 開館時間：10:00 - 17:00
- 入館料
  - 大人（中学生以上）：300円
  - 子ども：無料
- 駐車場：30台（無料）

※ 企画展中は変更あり。
※ 年間1,000円で登録する本人様と同伴者1名様まで1年間入館料が無料。

## アクセス
- JR中央本線・太多線「多治見駅」
  - 北口バス停より東鉄バス「桜ヶ丘行き（光ヶ丘経由）」に乗車（所要時間：約15分）。「美濃焼団地前」バス停下車、徒歩で約5分。